# Леонтица дарвазская
Леонтица дарвазская (лат. Leontice darwasica) — многолетнее травянистое растение, вид рода Леонтица (Leontice) семейства Барбарисовые (Berberidaceae).

## Распространение и экология
Ареал вида охватывает Памиро-Алай. Эндемик. Описан из Дарваза близ Шикая на р. Пяндж ниже Калаи-Хумба.
Произрастает на каменистых горных склонах среди кустарников.

## Ботаническое описание
Растение высотой 25—30 см. Клубень сверху сжатый, в диаметре до 4 см, бугорчатый.
Прикорневой лист одиночный, на длинном черешке, немногим короче стебля, трёхраздельный, доли его сидячие, эллиптически-округлые, цельнокрайные. Стеблевой лист одиночный, реже в числе двух, расположенный под самым соцветием, имеющий короткое, широкое влагалище, охватывающее стебель; доли стеблевого листа почти сидячие или же на очень коротких черешочках, яйцевидно-округлые, цельные, цельнокрайные, реже одна или две доли трёхраздельные.
Соцветие верхушечное, 6—10-цветковое, несколько изгибистое или слегка поникающее; прицветники почти округлые, на верхушке обыкновенно городчато-зубчатые. Чашелистиков 5—6, лепесткововидных, продолговато-яйцевидных или продолговатых, тупых; лепестки в числе 5—6, втрое короче чашелистиков, клиновидно-продолговатые, на верхушке выемчатые и зубчатые. Пыльники двугнездные, открывающиеся створкой от основания до верхушки; завязь продолговато-ланцетная, на короткой ножке, кверху постепенно переходит в столбик, который немного короче завязи.

## Таксономия
Вид Леонтица дарвазская входит в род Леонтица (Leontice) трибы Леонтицевые (Leonticeae) подсемейства Барбарисовые (Berberidoideae) семейства Барбарисовые (Berberidaceae) порядка Лютикоцветные (Ranunculales).
|  |                       |  |                                          |                                          |                           |  | ещё 1 подсемейство (согласно Системе APG II) | ещё 1 подсемейство (согласно Системе APG II) |                                       |  |  |  | ещё 2 рода         | ещё 2 рода              |  |  |
|  |                       |  |                                          |                                          |                           |  | ещё 1 подсемейство (согласно Системе APG II) | ещё 1 подсемейство (согласно Системе APG II) |                                       |  |  |  | ещё 2 рода         | ещё 2 рода              |  |  |
|  |                       |  |                                          | семейство Барбарисовые                   |                           |  |                                              |                                              | триба Леонтицевые                     |  |  |  |                    | вид Леонтица дарвазская |  |  |
|  |                       |  |                                          | семейство Барбарисовые                   |                           |  |                                              |                                              | триба Леонтицевые                     |  |  |  |                    | вид Леонтица дарвазская |  |  |
|  | порядок Лютикоцветные |  |                                          |                                          | подсемейство Барбарисовые |  |                                              |                                              | род Леонтица                          |  |  |  |                    |                         |  |  |
|  | порядок Лютикоцветные |  |                                          |                                          |                           |  |                                              |                                              |                                       |  |  |  |                    |                         |  |  |
|  |                       |  | ещё 9 семейств (согласно Системе APG II) | ещё 9 семейств (согласно Системе APG II) |                           |  |                                              | ещё 1 триба (согласно Системе APG II)        | ещё 1 триба (согласно Системе APG II) |  |  |  | ещё около 30 видов |                         |  |  |
|  |                       |  |                                          | ещё 9 семейств (согласно Системе APG II) |                           |  |                                              |                                              | ещё 1 триба (согласно Системе APG II) |  |  |  |                    |                         |  |  |